# William Cooke (Politiker, um 1537)
William Cooke (* um 1537; † 14. Mai 1589 in London) war ein englischer Politiker, der zweimal als Abgeordneter für das House of Commons gewählt wurde.
William Cooke war der zweite überlebende Sohn von Sir Anthony Cooke und dessen Frau Anne Fitzwilliam. Sein Vater war ein wohlhabender Angehöriger der Gentry aus Essex, der versuchte, seinen Kindern eine umfassende Bildung zu vermitteln. Als Puritaner ging sein Vater während der Regierung von Königin Maria der Katholischen ins Exil. William Cooke sollte ab 1553 am Peterhouse in Cambridge und am Gray’s Inn in London studieren, doch möglicherweise folgte er seinem Vater ins Exil nach Frankreich. Nach der Thronbesteigung von Elisabeth I. 1558 kehrte sein Vater nach England zurück. Wohl mit Unterstützung seines Schwagers William Cecil, der zum leitenden Minister der Königin wurde, wurde der junge Cooke bei der Unterhauswahl 1559 als Abgeordneter für Stamford in Lincolnshire gewählt. Im House of Commons galt Cooke als radikaler Protestant. Bei der Unterhauswahl 1563 wurde er als Abgeordneter für Grantham gewählt. Er begleitete 1564 die Königin auf ihrer Reise nach Cambridge, wo er ehrenhalber zum Master of Arts ernannt wurde. Nach dem Tod seines Vaters 1576 erbte sein älterer Bruder Richard die Besitzungen seines Vaters, doch sein Schwager Cecil hatte William Cooke bereits zuvor ein lukratives Amt im Court of Wards verschafft. 1569 erhielt er selbst die einträgliche Vormundschaftsverwaltung für Thomas Strickland, den Erben von Walter Strickland, der beträchtliche Besitzungen in Westmorland und Yorkshire hinterlassen hatte. Cooke verkaufte die Rechte an der Vormundschaft schon bald an Walter Stricklands Witwe. Bei der Unterhauswahl 1571 und bei den folgenden Wahlen kandidierte er nicht mehr. Er lebte hauptsächlich in London, besaß jedoch auch Grundbesitz in Essex, Warwickshire, Devon und Kent. Ab etwa 1583 diente er als Friedensrichter für Middlesex. Er starb als reicher Mann und wurde in der Kirche St. Martin-in-the-Fields in London beigesetzt.
Cooke hatte Frances Grey, eine Tochter von Lord John Grey aus Essex, einem jüngeren Bruder von Henry Grey, 3. Marquess of Dorset geheiratet. Mit ihr hatte er vier Söhne und drei Töchter, darunter:
- William Cooke (1574–1619)

In seinem Testament hatte er seinen Grundbesitz unter seinen drei überlebenden Söhnen aufgeteilt.